# Font de la Senyora (Sentís)
La Font de la Senyora és una font del terme municipal de Sarroca de Bellera (antic terme ribagorçà de Benés), del Pallars Jussà, dins del territori del poble de Sentís.
Està situada a 1.393 m d'altitud, al sud-oest de Sentís i al nord-oest del Tossal de Prat d'Hort, al fons de la vall del barranc del Bosc. Té també el Tossal de Tous al nord-oest. Passa a prop seu la Pista de Prat d'Hort.